# 卡胡爾湖

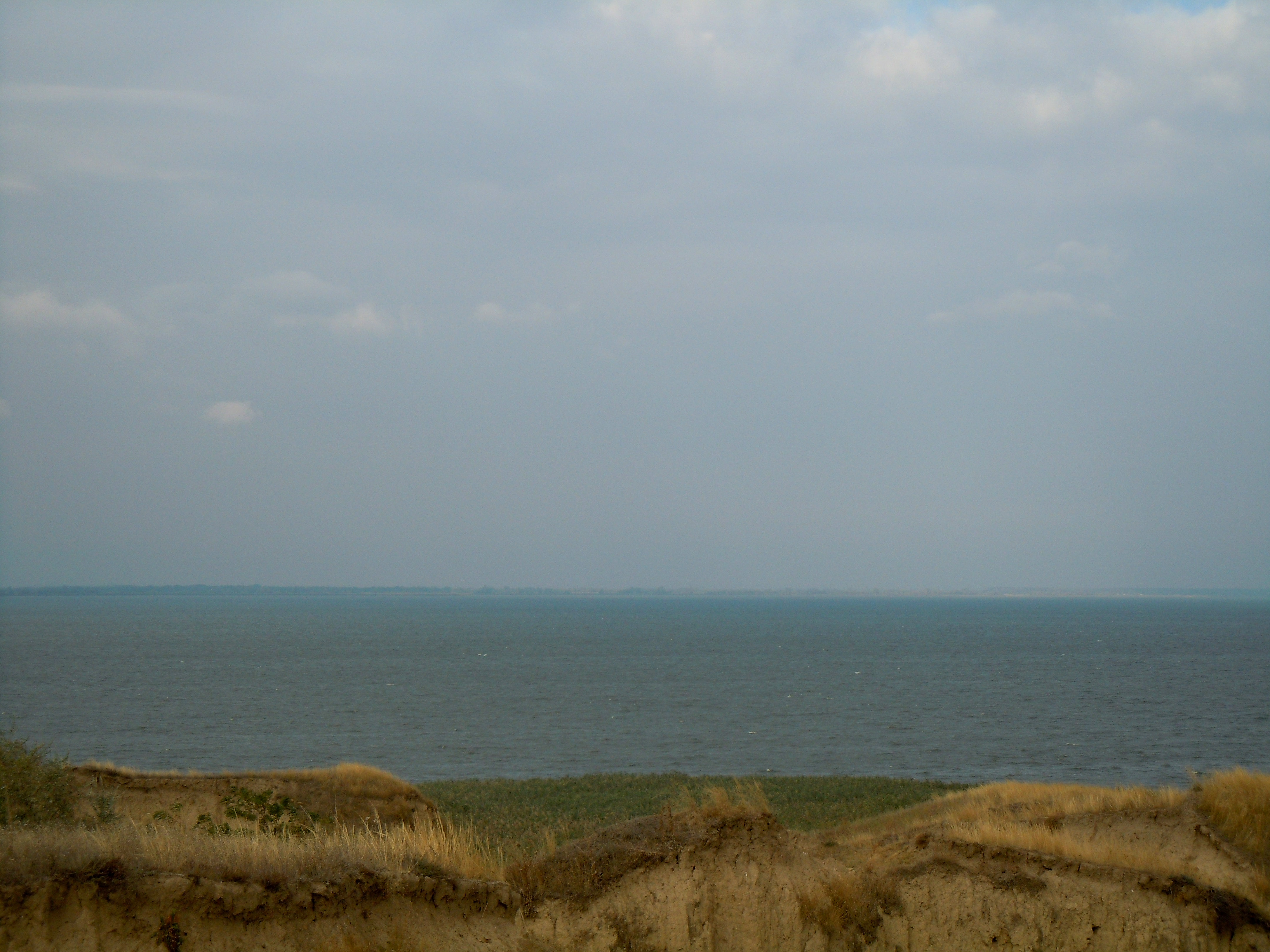

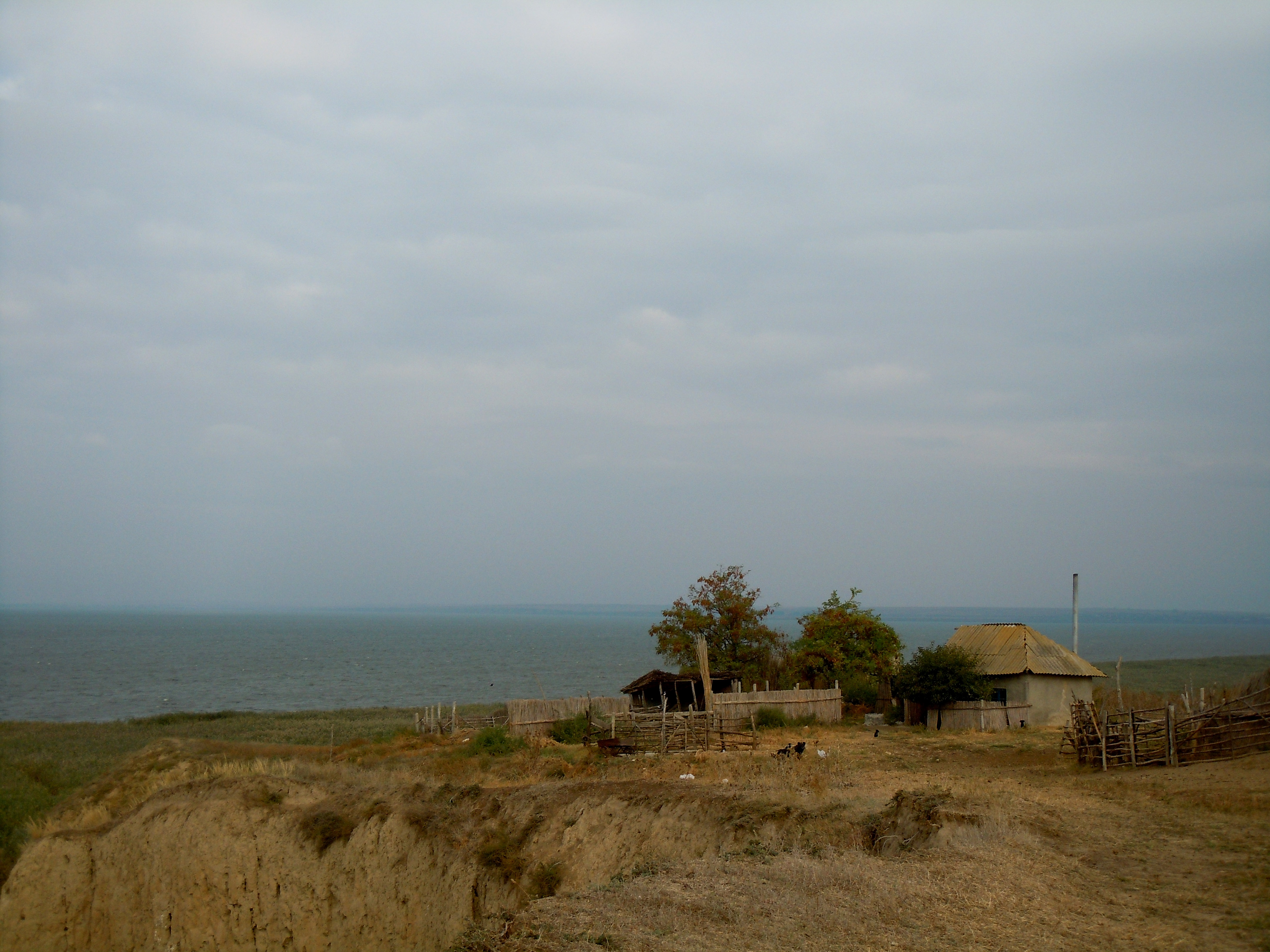

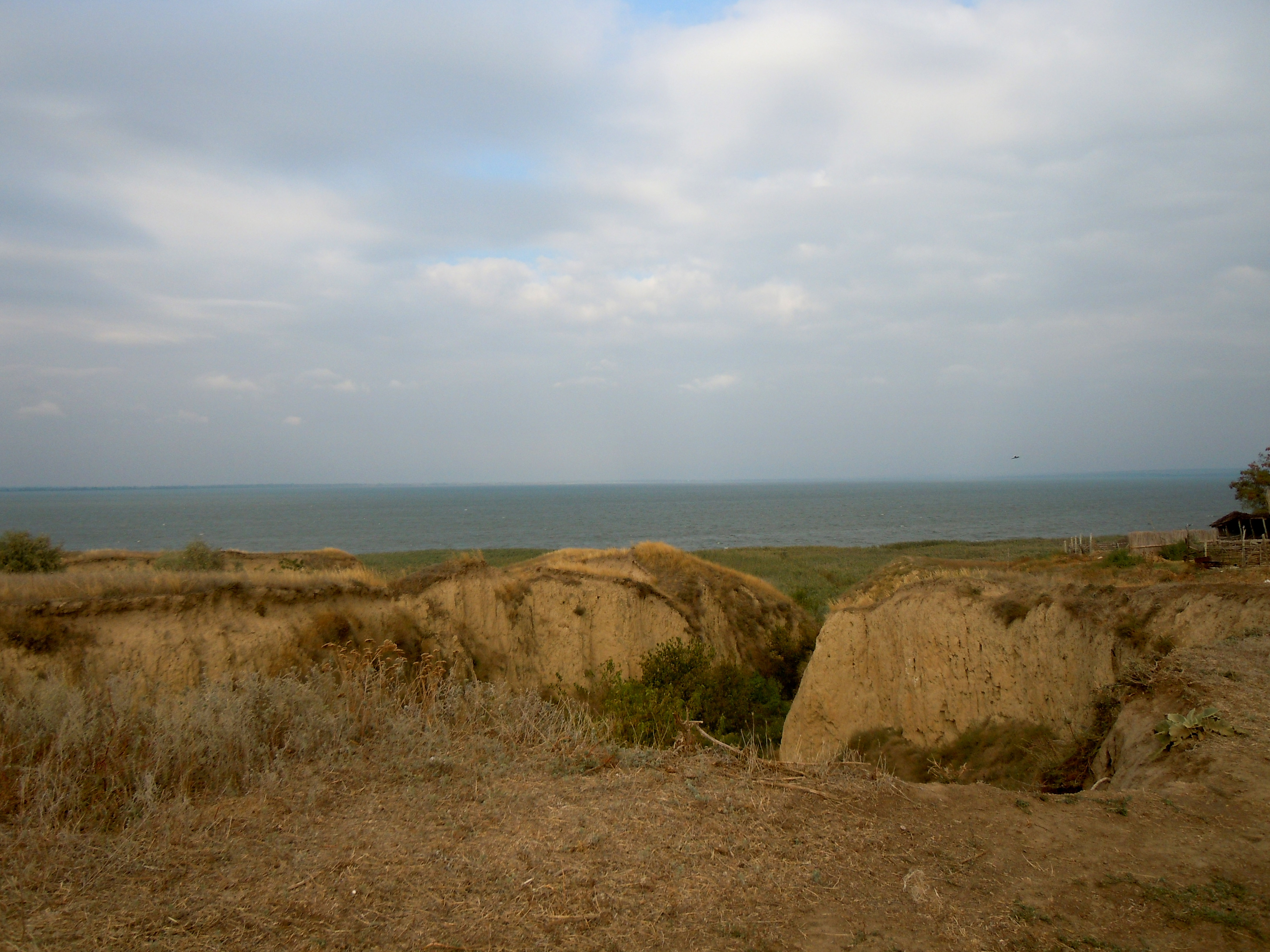

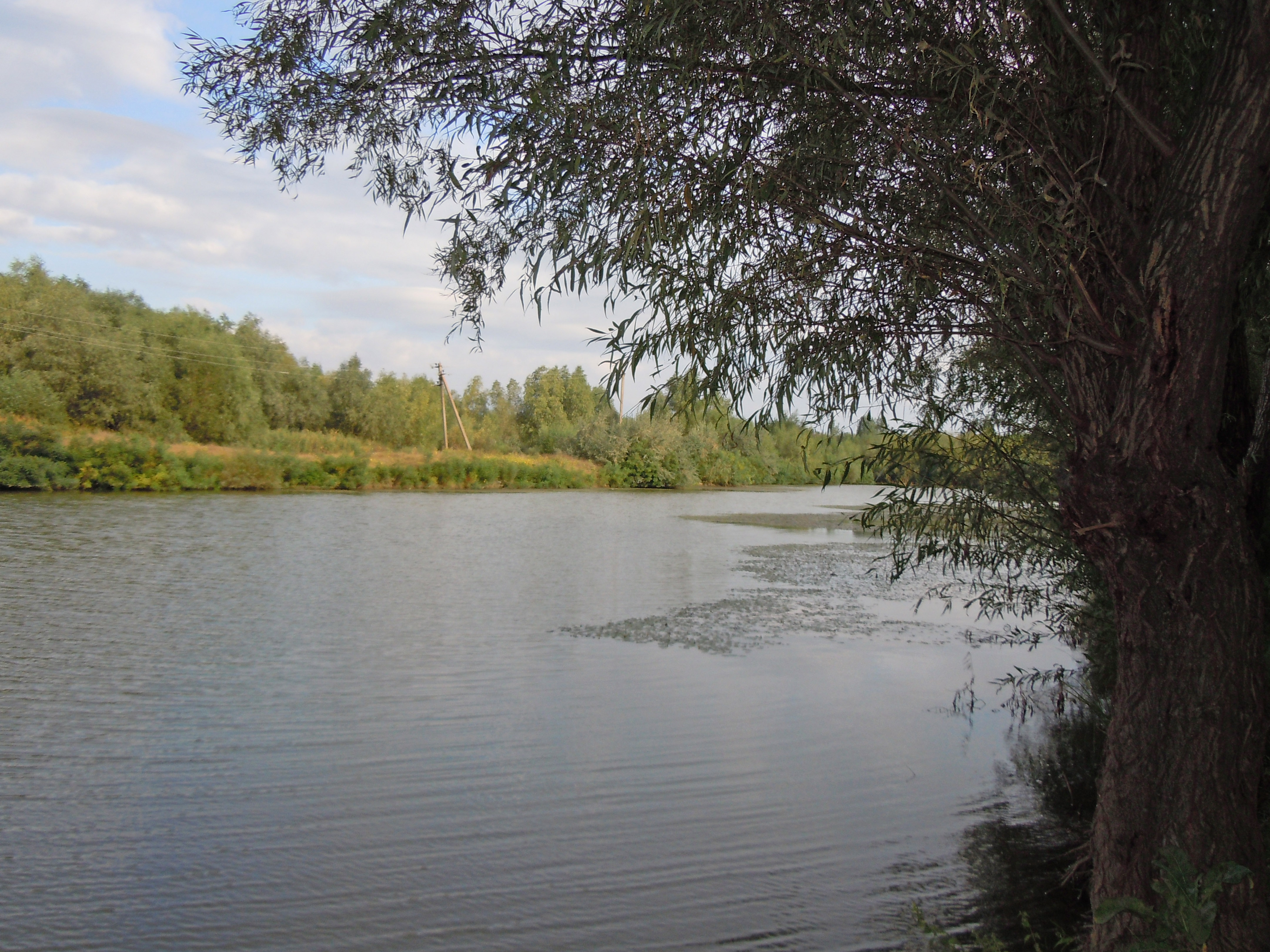

卡胡爾湖（羅馬化：Kahul），是烏克蘭的湖泊，位於該國西南部敖德薩州，長18公里、寬11公里，面積93.5平方公里，集水區面積941平方公里，平均水深2米，最大水深7米。
45°22′17.2″N 28°23′48.4″E / 45.371444°N 28.396778°E